# 久地パーキングエリア
久地パーキングエリア（くちパーキングエリア）は、広島県広島市安佐北区安佐町久地の広島自動車道上にあるパーキングエリアである。

## 道路
- E74 広島自動車道

## 施設
2006年（平成18年）12月下旬に上下線ともにトイレをリニューアルオープン。2024年（令和6年）4月1日、上下線ともに24時間営業の”イートイン久地”としてリニューアルオープンした。

### 上り線（中国道方面）
- 駐車場
  - 大型 12台
  - 小型 24台
  - 車椅子用駐車場有
- トイレ
  - 男性 大2（和式0・洋式2）・小5
  - 女性 7（和式1・洋式6）
  - 車椅子用 1
- イートインスペース（自動販売機）（24時間）
- ショッピングコーナー（7:00 - 19:00）

### 下り線（山陽道方面）
- 駐車場
  - 大型 12台
  - 小型 24台
  - 車椅子用駐車場有
- トイレ
  - 男性 大2（和式0・洋式2）・小5
  - 女性 7（和式1・洋式6）
  - 車椅子用 1
- イートインスペース（自動販売機）（24時間）
- ショッピングコーナー（8:00 - 20:00）

## 隣
E74 広島自動車道
(2) 広島西風新都IC - 久地BS - 久地PA - (1) 広島北IC